# 安阳专区
安阳专区，中华人民共和国河南省已撤销的专区，在今河南省北部。
1949年置，属平原省，专员公署驻安阳市。辖安阳、林县、邺县、淇县、汤阴、浚县6县。
1952年，安阳专区划归河南省。1954年，撤销淇县，并入汤阴县；撤销邺县，并入安阳县；原濮阳专区所属濮阳、滑县、内黄、清丰、南乐5县划入安阳专区。专区辖9县。1955年，原属新乡专区的长垣县划入安阳专区。1957年，由汤阴、安阳2县析置鹤壁市，由省直辖。1958年，撤销安阳专区，所辖10县划归新乡专区。
1961年，恢复安阳专区，专署驻安阳市。辖原新乡专区所属安阳、鹤壁2市及安阳、内黄、南乐、清丰、濮阳、长垣、滑县、浚县、汤阴、林县10县。1962年，恢复淇县。1964年，原山东省菏泽专区所属范县划入安阳专区。专区辖2市、12县。1969年，撤销安阳专区，改置安阳地区。

## 历任专员
- 程耀武（1952年8月－1953年6月）
- 刘殿巍（1953年6月－1958年3月）
- 李炳源（1961年12月－1968年3月）